# High Tone
High Tone est un groupe français de dub, originaire de Lyon. Le groupe, formé en 1997 et qui mélange musique électronique et dub jamaïcain, est considéré comme l'un des pionniers du genre en France,.

## Histoire
Le groupe est formé en 1997 à Lyon, sur les pentes de La Croix-Rousse, et mélange bon nombre d'influences musicales : dub jamaïcain des années 1970, musique électronique (dont la jungle, drum and bass, techno), hip-hop, reggae, sonorités orientales.
High Tone sort son premier EP 45 tours Bot Bud Season en 1998. Il sera suivi en 1999 par Low Tone, nouveau maxi 4 titres également édité en CD qui servira de promo. En 2000 sort le premier véritable album du groupe, Opus Incertum. High Tone, avec les groupes Improvisators Dub ou Zenzile s'inscrit comme représentant d'un nouveau style de dub, porté sur la fusion et l'expérimentation sonore.
Un nouveau EP 45 tours, intitulé Bass Température, est édité en 2001 immédiatement suivi du CD Bass Température qui rassemble les trois maxis auparavant édités uniquement en vinyle. High Tone poursuit son aventure studio en 2002 avec Acid Dub Nucleik (ADN). La même année, DJ Twelve et le guitariste Aku Fen s'écartent légèrement pour réaliser la bande sonore du spectacle de danse contemporaine Lenteur. En 2003, le groupe produit un dernier EP avec le groupe Kaly Live Dub. Kaltone est un meeting d'amis de longue date, représentant du dub lyonnais. Le printemps 2003 est aussi l'occasion d'enregistrer un live. Enrichi de son expérience avec Kaly, High Tone se mélange de nouveau en 2004 avec Improvisators Dub. Highvisators propose une revisite des principaux titres des deux groupes.
L'année 2005 voit sortir deux albums, Wave Digger où le groupe distille un dub très expérimental empreint d'électronique et Wangtone fruit d'une collaboration avec le DJ chinois Wang Lei. Puis High Tone rencontre Zenzile sur l'album Zentone paru en 2006. Sort également dans les bacs Re-processed #1, album remix des titres du groupe par Le Peuple de l'herbe, Hybrid Sound System, L'Œuf raide, Reverse Engineering et Interlope.
Out Back sort le 17 mai 2010. Une tournée européenne a lieu entre mai et juin 2010. En 2012 sort l'album High Damage, réalisé avec Brain Damage. Contrairement aux autres rencontres qui n'avaient pas vocation à être jouées en live, c'est d'abord par une tournée que commence le projet avec une dizaine de morceaux. Le 11 juin 2012, High Tone annonce la sortie de Dub Invaders #2, regroupant des compositions solos des membres du groupe. Le double vinyle sort en décembre 2012, il s'ensuit une tournée en sound system en 2012/2013 accompagnés par les sounds system O.B.F. Sound System (O.B.F.) ou Dub Addict, dont une date à la 10e édition du Telerama Dub Festival. Le 19 février 2014 le label Jarring Effects annonce sur Internet la publication d'un tout nouveau titre signé High Tone. A Fistul of Yen est mis à l'écoute, et l'album Ekphrön sort le 31 mars 2014.
Le 5 février 2019, Trax Magazine dévoile[réf. nécessaire] Oh Why avec en featuring Yehaiyahan, issu de l'album Time Has Come, qui sort le 1er mars 2019.

## Membres
- DJ Twelve (Lionel Dumas) – samples, platines
- Selekta Dino (Dominique Peter) – batterie, programmation
- Aku Fen (Julien Oresta) – guitare, effets
- Natural High Dubs (Antonin Chaplain) – clavier, effets
- Fabasstone (Fabrice Oresta) – basse, Korg MS-20
- Led Piperz (Nicolas Thiry) – vidéo

## Discographie

### Autres
- 1998 : Bot Bud Season (Jarring Effects) (EP 45 tours)
- 1999 : Low Tone (Jarring Effects) (EP 45 tours)
- 2001 : Bass Temperature (Jarring Effects) (EP 45 tours)
- 2002 : Lenteur [par Twelve & Aku Fen] (Jarring Effects) (CD)
- 2003 : High Tone Live (Jarring Effects) (CD, 2LP)
- 2006 : Re-processed #1 (Jarring Effects) (CD, 2LP)
- 2008 : Dub Box (Jarring Effects) (EP 45 tours)
- 2009 : Dub Invaders (Jarring Effects) (3LP)
- 2012 : Dub Invaders 2 (Black Dub)
- 2017 : Dub to Dub (Jarring Effects)

### Rencontres
- 2002 : Kaltone : High Tone meets Kaly Live Dub (Jarring Effects) (EP 45 tours)
- 2004 : Highvisators : High Tone meets Improvisators Dub (Jarring Effects) (CD)
- 2005 : Wangtone : Wang Leï meets High Tone (Jarring Effects) (CD+DVD)
- 2006 : Zentone : Zenzile meets High Tone (Jarring Effects) (CD)
- 2012 : High Damage : High Tone meets Brain Damage (Jarring Effects) (CD)
- 2021 : Zentone : Zentone Chapter 2 (Jarring Effects) (CD, 2LP)